# フルオレセインイソチオシアネート
フルオレセインイソチオシアネート（英語: fluorescein isothiocyanate, FITC）は、フルオレセインの誘導体の一つで、フローサイトメトリーなどの幅広い用途に使用されている。FITCは1942年に初めて記述された。フルオレセイン分子の最下部の環の水素原子がイソチオシアネート基（-N=C=S）に置換している。FITCは通常、5-フルオレセインイソチオシアネート（5-FITC）と6-フルオレセインイソチオシアネート（6-FITC）の異性体混合物として入手可能である。FITCはタンパク質上のアミンやチオールを含む求核剤に反応する。
1958年にRobert SeiwaldとJoseph Burckhalterによって合成された。
フルオレセインに結合したスクシニミジルエステルは「NHS-フルオレセイン」を形成し、他の求核剤の存在下で一級アミンに対してより高い特異性を持つ、別の一般的なアミン反応性誘導体を形成する。
FITCの励起スペクトルのピーク波長は約495 nm、放出スペクトルのピーク波長は約519 nmであり、緑色を呈する。多くの蛍光色素と同様、光退色を起こしやすい。光退色の問題があるため、Alexa 488や DyLight 488などのフルオレセインの誘導体は、より高い光安定性、より高い蛍光強度、または異なる付着基が必要な様々な化学的および生物学的用途向けに調整されている。さらに、FITCの光退色特性を利用して、光退色後蛍光回復法により、膜中のタンパク質の横方向の移動度を測定する実験もある。